# Malcocinado
Malcocinado je španělská obec v provincii Badajoz (autonomní společenství Extremadura).

## Poloha
Obec je vzdálena 163 km od města Badajoz. Patří do okresu Campiña Sur a soudního okresu Llerena. Je zde barokní kostel zasvěcený Antonínu z Padovy.

## Historie
V roce 1834 se obec stala součástí soudního okresu Llerena. V roce 1842 se obec jmenovala Villanueva de la Victoria, v roce 1857 měla 208 usedlostí a 886 obyvatel.

## Osobnosti
- Valentín González (1904-1983), známý jako El Campesino (rolník), španělský republikánský vojenský velitel během španělské občanské války

## Odkazy

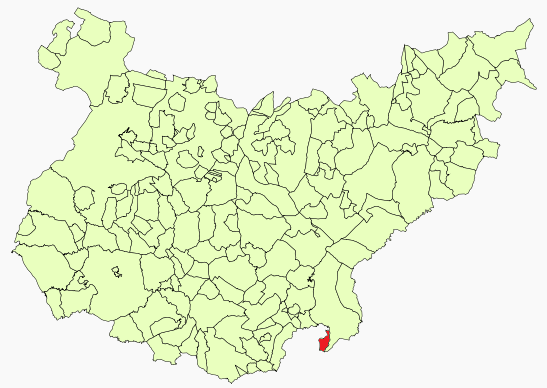
Poloha obce v provincii Badajoz

## Demografie
| Populace obce Malcocinado z let (1857–2010) | Populace obce Malcocinado z let (1857–2010) | Populace obce Malcocinado z let (1857–2010) | Populace obce Malcocinado z let (1857–2010) | Populace obce Malcocinado z let (1857–2010) | Populace obce Malcocinado z let (1857–2010) | Populace obce Malcocinado z let (1857–2010) | Populace obce Malcocinado z let (1857–2010) | Populace obce Malcocinado z let (1857–2010) | Populace obce Malcocinado z let (1857–2010) | Populace obce Malcocinado z let (1857–2010) | Populace obce Malcocinado z let (1857–2010) | Populace obce Malcocinado z let (1857–2010) | Populace obce Malcocinado z let (1857–2010) | Populace obce Malcocinado z let (1857–2010) | Populace obce Malcocinado z let (1857–2010) | Populace obce Malcocinado z let (1857–2010) | Populace obce Malcocinado z let (1857–2010) |
| ------------------------------------------- | ------------------------------------------- | ------------------------------------------- | ------------------------------------------- | ------------------------------------------- | ------------------------------------------- | ------------------------------------------- | ------------------------------------------- | ------------------------------------------- | ------------------------------------------- | ------------------------------------------- | ------------------------------------------- | ------------------------------------------- | ------------------------------------------- | ------------------------------------------- | ------------------------------------------- | ------------------------------------------- | ------------------------------------------- |
| 1857                                        | 1860                                        | 1877                                        | 1887                                        | 1897                                        | 1900                                        | 1910                                        | 1920                                        | 1930                                        | 1940                                        | 1950                                        | 1960                                        | 1970                                        | 1981                                        | 1991                                        | 2001                                        | 2010                                        |                                             |
| 886                                         | 824                                         | 1 342                                       | 1 120                                       | 1 116                                       | 1 239                                       | 1 329                                       | 1 618                                       | 1 880                                       | 2 104                                       | 2 140                                       | 1 901                                       | 1 173                                       | 781                                         | 586                                         | 539                                         | 449                                         |                                             |